# Simone est comme ça
Pour plus de détails, voir Fiche technique et Distribution.
Simone est comme ça est un film français réalisé par Karl Anton, sorti en 1933.

## Fiche technique
- Titre : Simone est comme ça
- Réalisation : Karl Anton
- Scénario : Alex Madis et Yves Mirande
- Photographie : Otto Heller
- Musique : Raoul Moretti
- Société de production : Paramount Pictures
- Pays d’origine :  France
- Format : Noir et blanc — 35 mm — 1,37:1 — son Mono
- Durée : 86 minutes
- Date de sortie : France, 29 décembre 1933

## Distribution
- Meg Lemonnier : Simone
- Henri Garat : André
- Pierre Etchepare : Max
- Jean Périer : Baillon
- Davia : Lucette
- Milly Mathis : Ernestine
- Edith Méra
- Claude May
- Lucien Brûlé